# Набиев, Юсиф Аяз оглы
Юсиф Аяз оглы Набиев (азерб. Nəbiyev Yusif Ayaz oğlu; 3 сентября 1997, Агстафа, Азербайджан) — азербайджанский футболист, защитник клуба «Кяпаз».

## Биография
Юсиф Набиев родился 3 сентября 1997 года в Агстафинском районе Азербайджана. Первые 6 классов обучался в средней школе № 3 города Агстафа. В 2010—2015 года продолжил обучение в габалинской средней школе № 2. Футболом начал заниматься с 6 лет в детской возрастной группе ФК «Авей» Агстафа под руководством тренеров Рашада Ахундова и Махира Мустафаева. 1 февраля 2010 года, в возрасте 13 лет подписал контракт с футбольной академией ФК «Габала», где выступал в возрастных категориях до 13, 14, 15, 16 и 17 лет.

## Чемпионат
В начале 2015 года Юсиф Набиев начал выступать в дублирующем составе ФК «Габала», где провел два сезона, став сначала серебряным призёром, а затем победителем чемпионата Азербайджана среди дублирующих составов клубов Премьер-лиги.
Во время летнего трансферного окна 2016 года, на правах аренды перешёл в клуб «Сумгаит», с которым подписал контракт на один год. 6 августа 2016 года провел свой первый официальный матч в основном составе ФК «Сумгаит» в Премьер-лиге Азербайджана против команды «Зиря».
Статистика выступлений в чемпионате Азербайджана по сезонам:
| № | Сезон       | Клуб             | Игр | В запасе | Голов |
| - | ----------- | ---------------- | --- | -------- | ----- |
| 1 | 2014 / 2015 | «Габала» (дубль) | 26  | 4        | 0     |
| 2 | 2015 / 2016 | «Габала» (дубль) | 30  | 2        | 0     |
| 3 | 2016 / 2017 | «Сумгаит»        | 17  | 7        | 3     |

## Кубок
Статистика выступлений в Кубке Азербайджана по сезонам:
| № | Сезон       | Клуб      | Игр | В запасе | Голов |
| - | ----------- | --------- | --- | -------- | ----- |
| 1 | 2016 / 2017 | «Сумгаит» | 0   | 1        | 0     |

## Сборная Азербайджана

### U-17
21 сентября 2013 года сыграл свой первый матч в составе юношеской сборной Азербайджана до 17 лет. В квалификационном матче группового раунда Чемпионата Европы УЕФА против сборной Исландии, завершившейся вничью 3:3, провел на поле все 90 минут матча.

### U-19
В 2014 году был призван в ряды юношеской сборной Азербайджана до 19 лет. Первую игру в официальном матче провел 12 ноября 2014 года в групповом этапе Чемпионата Европы против сборной Словакии. Вышел на замену на 84-й минуте матча.

### U-21
Дебютировал в составе молодёжной сборной Азербайджана 7 октября 2016 года в квалификационном матче группового раунда Чемпионата Европы УЕФА со сборной Финляндии. При этом провел на поле все 90 минут матча.

## Достижения
- Серебряный призёр чемпионата Азербайджана среди дублирующих составов команд Премьер-лиги сезона 2013/14 годов в составе ФК «Габала»;
- Победитель чемпионата Азербайджана среди дублирующих составов команд Премьер-лиги сезона 2015/16 годов в составе ФК «Габала»;
- В рамках Мемориала имени Валентина Гранаткина был избран лучшим игроком матча Санкт-Петербург — Юношеская сборная Азербайджана и награждён специальной медалью;[8]